# Gustav-Adolf-Kirche (Erfurt)

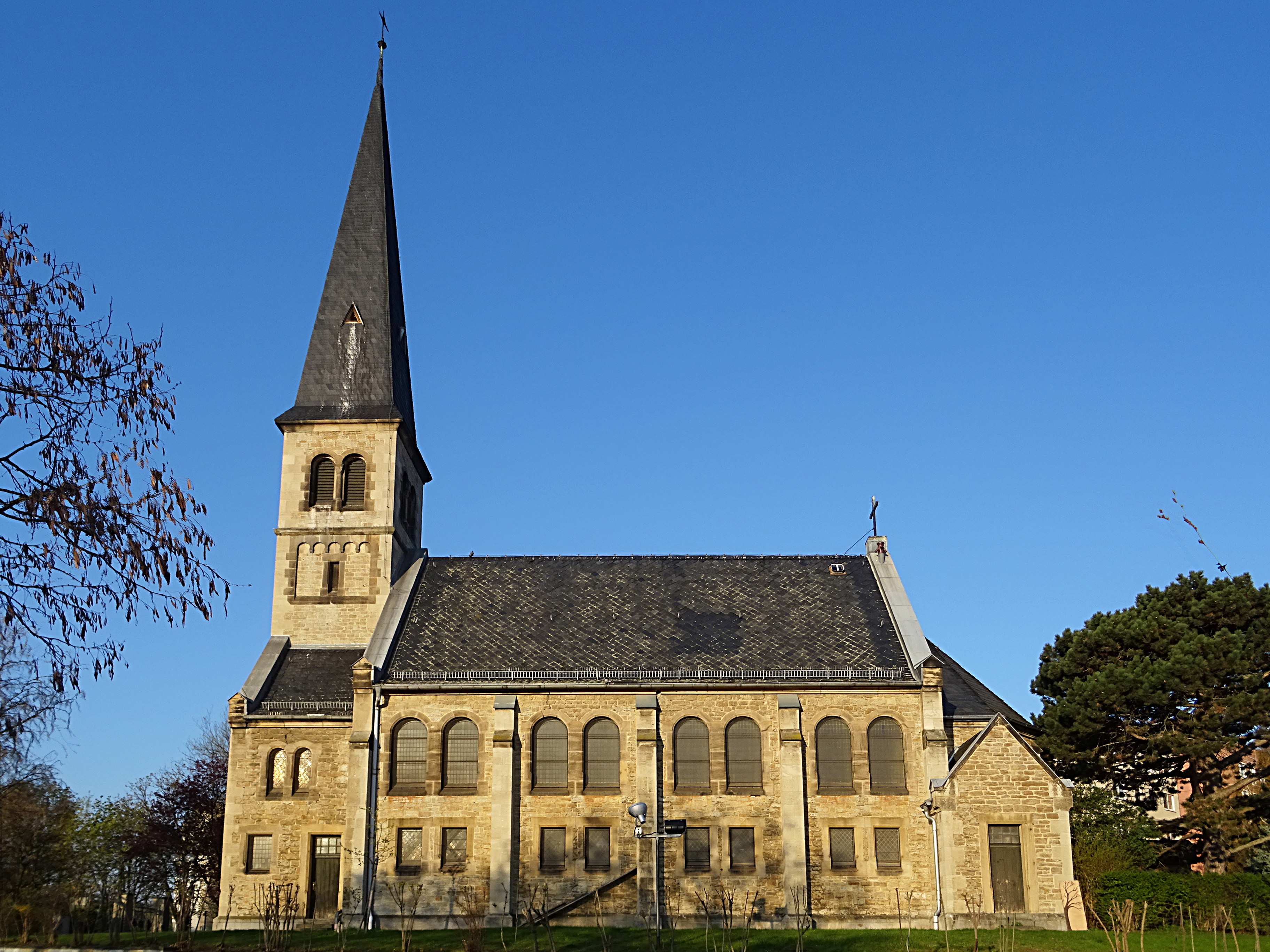
Gustav-Adolf-Kirche

Die Gustav-Adolf-Kirche ist eine evangelische Pfarrkirche im Stadtteil Herrenberg in Erfurt. Sie gehört zur Kirchengemeinde Erfurt-Südost im Kirchenkreis Erfurt der Evangelischen Kirche in Mitteldeutschland.

## Geschichte

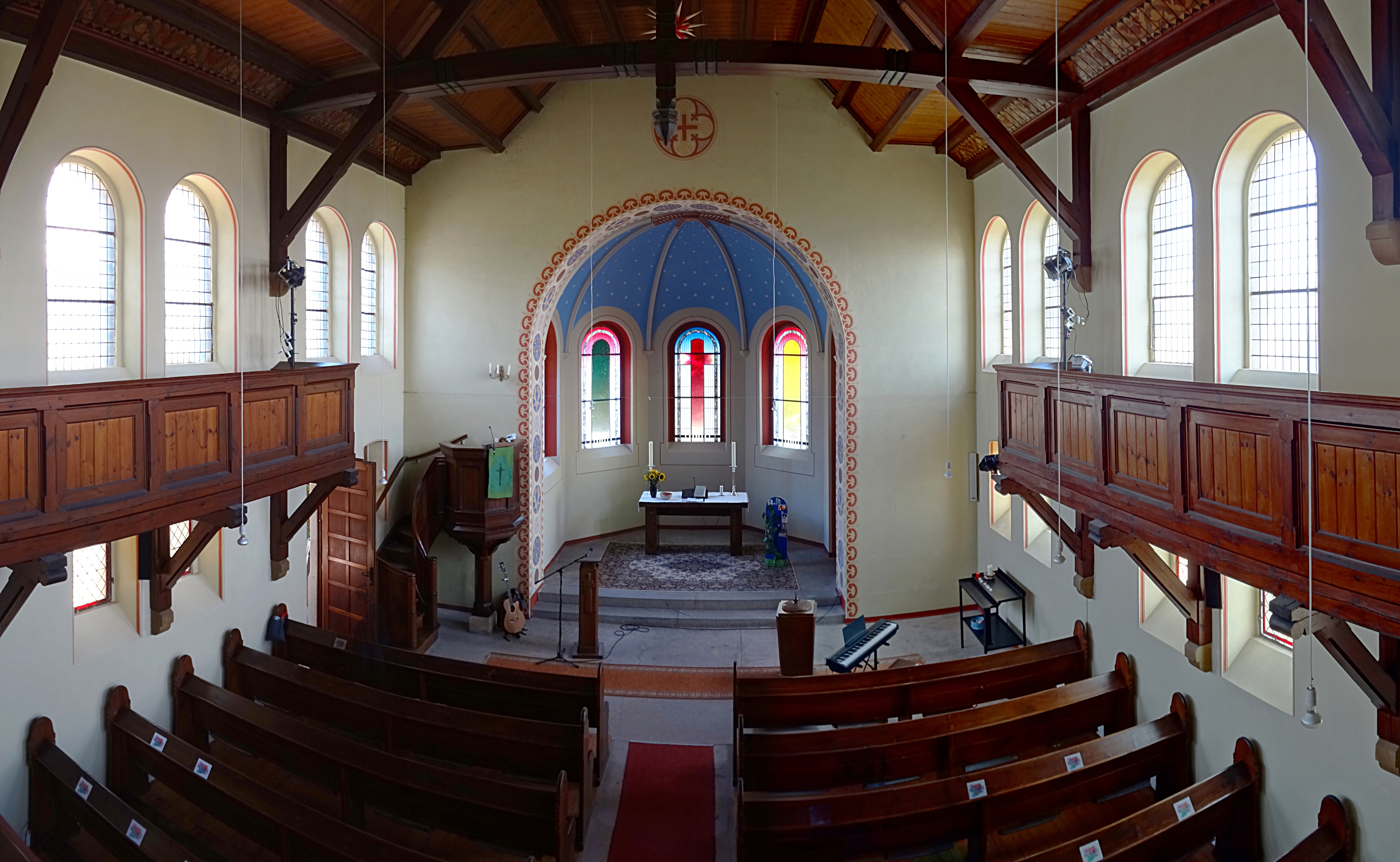
Innenraum-Panorama

Für die im 19. Jahrhundert stark gewachsene evangelische Bevölkerung der ehemaligen kurmainzischen Küchendörfer Melchendorf und Dittelstedt hat der Gustav-Adolf-Verein den Bau einer Kirche organisiert. Am 23. Juni 1900 erfolgte zwischen den beiden Dörfern in der freien Flur auf dem Großen Herrenberg die Grundsteinlegung für den neoromanischen Bau. Die Gustav-Adolf-Kirche zu Melchendorf-Dittelstedt wurde nach Hochheim (1883) und Witterda (1891) die dritte mit Hilfe des Gustav-Adolf-Vereins erbaute evangelische Kirche für die Bewohner der Mainzer Küchendörfer.
Am 25. August 1901 konnten zwei Glocken aus der Glockengießerei Karl Friedrich Ulrich (Inhaber Franz Schilling, Apolda) geweiht werden und am 31. Oktober 1901 wurde die Kirche, welche nach dem Spender benannt wurde, eingeweiht. Sie ist 24 m lang, elf Meter breit, der Turm ist 36 m hoch, die Höhe bis zur Dachrinne beträgt 7,5 m und bis zum First 14 m.
Den Altarraum schmückten ursprünglich vier buntverglaste Fenster der „Frank’schen Kunstanstalt“ zu Naumburg.
Das Kirchengestühl besteht aus 24 Bänken mit 200 Sitzplätzen, außerdem sind auf der Orgelempore und den Seitenemporen noch etwa 70 Sitzplätze.
In den Weltkriegen wurden alle Orgel-Metalle und die große Glocke für Kriegszwecke beschlagnahmt. Durch Vandalismus im Juli 1945 erlitt die Kirche große Schäden. Ab 1948 wurde die Kirche instand gesetzt und konnte am 31. Oktober 1951 wieder geweiht werden.
Im Jahre 1981 begann der Bau des Wohngebietes „Großer Herrenberg“. Nun stand die Kirche mitten im Wohngebiet, wurde ab Mai 1985 restauriert und die Orgel mit Spendengeldern der Partnergemeinde Wehrheim im Taunus erneuert. Am 22. September 1985 erfolgte die Wiedereinweihung. Von Herbst 1986 bis Oktober 1990 wurde das Gemeindezentrum neben der Kirche errichtet.

## Orgel

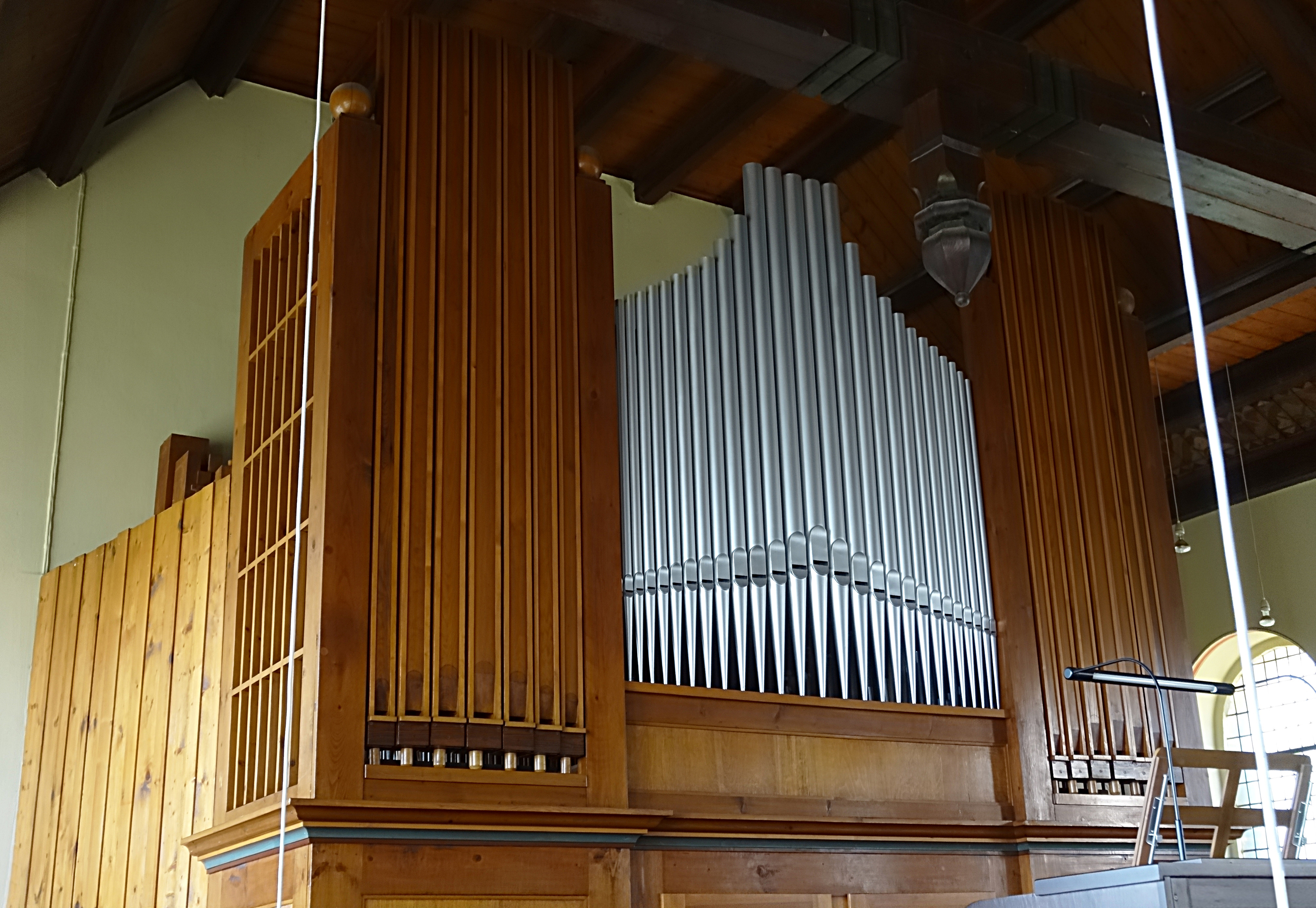
Die Böhm-Orgel

1955 wurde von Rudolf Böhm eine neue Orgel mit zwei Manualen und 14 Stimmen eingebaut. Es handelt sich um das Meisterstück von Gerhard Böhm. Im Jahr 2010 wurde die Orgel durch Orgelbau Kutter restauriert. Zusätzlich wurde die Intonation überarbeitet und die Traktur auf elektrisch umgebaut. Die Disposition lautet wie folgt:
| I Hauptwerk C–g3 |       |
| Principal        | 8′    |
| Coppelflöte      | 8′    |
| Gemshorn         | 4′    |
| Octave           | 2′    |
| Mixtur IV        | 1 ⁄3′ |

| II Hinterwerk C–g3 |    |
| Holzgedackt        | 8′ |
| Dulciana           | 8′ |
| Kleinprincipal     | 4′ |
| Rohrflöte          | 4′ |
| Sesquialtera II    |    |
| Blockflöte         | 2′ |

| Pedalwerk C–f1 |     |
| Subbaß         | 16′ |
| Octavbaß       | 8′  |
| Choralbaß      | 4′  |

- Koppeln:
  - Normalkoppeln: II/I, I/P, II/P,
  - Superoktavkoppeln: I/I, II/I, II/II, P/P
  - Suboktavkoppeln: I/I, II/I, II/II
  - Quintkoppel: P/P
  - Normallage II ab
- Spielhilfen: elektrische Setzeranlage
- Nebenzüge: Tremulant (für alle Manualwerke)